# Guido Beazar
Guido Beazar (Ninove, 16 november 1953) is een Belgisch ondernemer en bestuurder.

## Levensloop
Beazar doorliep zijn secundaire studies aan het Sint-Maarteninstituut te Aalst. Vervolgens studeerde hij voor ingenieur elektromechanica aan de Rijksuniversiteit Gent alwaar hij in 1976 afstudeerde.
In 1985 richtte hij samen met zijn broer Wim Beazar te Ninove het op de drank- en voedingsindustrie gerichte software- en technologiebedrijf Compex op. In 1998 werden ze Onderneming van het Jaar. In 2001 verkochten ze het bedrijf aan Siemens AG. In mei 2003 verliet hij het bedrijf.
In 2004 werd hij aangesteld als voorzitter van het VKW in opvolging van Norbert Van Broekhoven. Hij bleef voorzitter tot 2009 en werd opgevolgd door Herman Van de Velde. Daarnaast was hij onder meer bestuurder bij Dolmen (2004 - 2007), Amplexor (2004 - 2013), Revolt (2014 - heden), In4care (2010 - heden), Doccle (2014 - heden), Xperthis (2011 - heden) en Thrinno (2017 - heden). Sinds juni 2010 is hij bestuurder van Acerta. In oktober 2016 werd hij daar voorzitter van de raad van bestuur.
Hij is sinds 2006 lid van de Koninklijke Vlaamse Academie van België voor Wetenschappen en Kunsten.